# Club MTV (Europe)
Club MTV (anciennement MTV Dance) est une chaîne de musique de dance, electro, club, rap et RnB qui diffuse 24 h/24, créée par Paramount Networks EMEAA. La chaîne est disponible dans toute l'Europe par satellite ou par le câble. À la suite de la réorganisation des chaînes MTV, la chaîne n'est plus disponible sur CanalSat depuis le 17 novembre 2015 mais est encore diffusée sur Numericable.

## Historique
Depuis le 27 mai 2014, MTV Hits, MTV Rocks, MTV Dance et VH1 ne diffusent plus aucune publicité et de téléachat en Europe hors Royaume-Uni et Irlande, la version pan-européenne ayant été lancée.
La chaîne a cessé sa diffusion sur Sky Italia le 1er août 2015.
À la suite de la réorganisation des chaînes MTV, la chaîne est revenue en France sur le canal 242 de Numericable le 17 novembre 2015.
Elle a cessé sa diffusion dans l'ensemble du Benelux le 1er octobre 2017.
MTV Dance et MTV Rocks ont cessé leur diffusion sur Numericable le 4 octobre 2018 lors du lancement de Comedy Central France.
La chaîne européenne est devenue Club MTV le 1er juin 2020.
La version internationale est toujours diffusée en Bulgarie par Neosat et Vivacom, en Croatie par Max Tv, en Hongrie par Direct One, en Roumanie par Focus Sat ainsi que dans les pays du Moyen-Orient dans les offres BeIn. Pour Israël et la Palestine la chaine est distribuée par Yes.
La version australienne de Club MTV est à son tour remplacée par la version européenne le 1er août 2023.

### Identité visuelle (logo)

Logo de MTV Dance du 27 mai 2014 jusqu'au 5 avril 2017
Logo de MTV Dance du 5 avril 2017 au 1er juin 2020
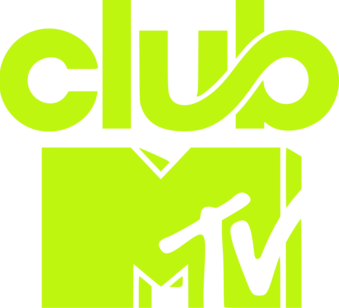
Logo de Club MTV du 1er juin 2020 jusqu'au 14 septembre 2021
Logo de Club MTV depuis le 14 septembre 2021

## Programmation
Club MTV est consacrée uniquement à la musique dance et électronique. Elle diffuse tous les genres avec entre autres de l'EDM, de l'électro, de la trance, de la techno, du dance-pop et de la house ainsi du rap et du RnB.
La chaîne propose des plages horaires consacrées à des thématiques précises :
- 100% Party Tunes (7h-13h et 19h-23h) : playlist normal.
- Reload! Club Classics (2 heures/jour) : playlist. Une sélection de clips des années 1990, 2000 et 2010.
- Ultimate Rap & RnB (2 heures/jour) : playlist. Une sélection de clips urbaines.
- Club Caliente! (4 heures/vendredi et samedi) : playlist. Une sélection de clips reggaeton et latino.
- Big Tunes! (13h-19h et 23h-7h) : playlist normal.
- Non-Stop Bangerz! (dimanche 20h-minuit) : playlist normal.

## Diffusion
- Espagne :
  - Vodafone : 186
  - Orange : 74
- Suisse : 
  - Swisscom TV : 111
  - UPC : 253
  - Citycable : 160
- Pologne : UPC : 781 (Mediabox) / 714 (Kaon et Horizon)
- France :
  - Freebox TV : 282

## Annexe